# Pocharica infusca
Pocharica infusca är en insektsart som först beskrevs av William Lucas Distant 1909.  Pocharica infusca ingår i släktet Pocharica och familjen Ricaniidae. Inga underarter finns listade i Catalogue of Life.